# Omaloplia corcyrae
Omaloplia corcyrae är en skalbaggsart som beskrevs av Baraud 1965. Omaloplia corcyrae ingår i släktet Omaloplia och familjen Melolonthidae. Inga underarter finns listade i Catalogue of Life.